# Prnjavor Lepavinski
Prnjavor Lepavinski je naselje u Hrvatskoj u sastavu općine Sokolovca. Nalazi se u Koprivničko-križevačkoj županiji. 

## Zemljopis
Zapadno su Mali Botinovac i Veliki Botinovac, sjeverozapadno su Veliki Grabičani, sjeveroistočno su Vrhovac Sokolovački, Jankovac i Domaji, istočno je Grdak, jugoistočno je Sokolovac, južno su Mali Grabičani i Lepavina, jugozapadno su Donjara i Mali Poganac.

## Stanovništvo
| broj stanovnika | 38    | 50    | 76    | 109   | 101   | 125   | 124   | 128   | 118   | 106   | 113   | 93    | 89    | 83    | 67    | 58    | 49    |
|                 | 1857. | 1869. | 1880. | 1890. | 1900. | 1910. | 1921. | 1931. | 1948. | 1953. | 1961. | 1971. | 1981. | 1991. | 2001. | 2011. | 2021. |